# Río Zholtye Kopani
El río Zholtye Kopani (del ruso: Жёлтые Копани) es un río del krai de Krasnodar, en Rusia, afluente por la derecha del río Albashí. 

## Curso
Tiene 13 km de longitud. Nace 1 km al sureste de Zholtye Kopani (raión de Starominskaya), en las llanuras de Kubán-Priazov y tras atravesar esa localidad, discurre en dirección suroeste, entrando en el raión de Kanevskaya sin atravesar ninguna localidad. En su curso inferior traza una curva primero al sur y luego al este para desembocar en el Albashí entre Novodereviánkovskaya y Krasni Ochag.